# 16 f.Kr.
16 f.Kr. var ett normalår som började en söndag i den proleptiska julianska kalendern, men i verkligheten antingen ett normalår som började en måndag, tisdag eller onsdag, eller ett skottår som började en måndag eller tisdag i den julianska kalendern (se skottårsfelet i den julianska kalendern för mer information).

## Händelser

### Efter plats

#### Romerska riket
- Noricum inkorporeras i Romarriket.
- Augustus omorganiserar de germanska provinserna och grundar Trier som dess huvudstad.
- Den romerske legaten Marcus Lollius besegras av en germansk här.

## Födda
- Arminius, germansk hövding och fältherre

## Avlidna
- Cornelia Scipio, dotter till Publius Cornelius Scipio Salvito och Scribonia (född 46 f.Kr.)
- Wang (Han Xuan), kinesisk kejsarinna.